# 颱風艾貝 (1990年)
颱風艾貝（英語：Typhoon Abe，PAGASA：Heling）是1990年太平洋颱風季的一個熱帶氣旋。颱風艾貝於關島西方海面形成後以西北西方向行進，通過宮古島、石垣島間之海面後，抵達彭佳嶼東北方海面時，轉向西北方向，登陸中國大陸浙江省台州市路橋區。

## 影響

### 台灣
- 當地評定巔峰強度分級：（CWB）
- 當地評定最大持續風速：45每秒（87節；160每小時）（十分鐘）
- 當地發布之颱風警報：海上陸上颱風警報

## 熱帶氣旋警告使用記錄

### 臺灣
| 中央氣象局 颱風警報 | 中央氣象局 颱風警報 | 中央氣象局 颱風警報 |
| ------------------- | ------------------- | ------------------- |
| 上一熱帶氣旋        | 海上颱風警報        | 下一熱帶氣旋        |
| 中度颱風楊希        | 海上颱風警報        | 中度颱風蓓琪        |
| 中度颱風楊希        | 陸上颱風警報        | 中度颱風黛特        |